# In the Heat of the Night (álbum de Pat Benatar)
In the Heat of the Night es el álbum debut de Pat Benatar, lanzado en 1979. Alcanzó el #12 en las listas de Billboard 200 con la fuerza de su éxito "Heartbreaker", así como la canción de John Cougar Mellencamp "I Need a Lover" y la dulce "No You Don´t".
El álbum incluye "Heartbreaker", su sencillo revolucionario en los Estados Unidos (donde alcanzó el top 25), Canadá y Nueva Zelanda (llegó al top 20 en ambos países). "Heartbreaker" fue el tercer sencillo lanzado del álbum, ya que ni el primer sencillo, la versión de Benatar de "I Need a Lover", ni el segundo sencillo, su interpretación de "If You Think You Know How to Love Me", llegaron a las listas de éxitos en los EE. UU., Canadá, Australia o Nueva Zelanda. 
In the Heat of the Night también contenía "We Live for Love", que se convirtió en la primera entrada del top 10 de Benatar en cualquier país cuando subió al número 8 en Canadá, mientras que también alcanzó el top 30 en los EE. UU., Nueva Zelanda y Australia, su primer éxito considerable en este último país. En Francia, "We Live for Love" llegó al top 40, aunque "Rated X" ya había llegado al top 30 francés. En los Países Bajos y Bélgica, la versión de Benatar de "I Need a Lover" se ubicó en el top 30. 
En la lista de los mejores álbumes pop de fin de año de la revista Billboard de 1980, In the Heat of the Night se ubicó en el puesto n.° 7. El álbum también alcanzó el n.° 3 en Canadá, el n.° 8 en Nueva Zelanda y el n.° 25 en Australia. 
In the Heat of the Night fue remasterizado y reeditado por Capitol Records en 2006.

## Lista de canciones
1. "Heartbreaker" (Gill, Wade) – 3:29
2. "I Need a Lover" (Mellencamp) – 3:30
3. "If You Think You Know How to Love Me" (Chapman, Chinn) – 4:23
4. "In the Heat of the Night" (Chapman, Chinn) – 5:24
5. "My Clone Sleeps Alone" (Benatar, Capps) - 3:29
6. "We Live for Love" (Geraldo) – 3:55
7. "Rated X" (Gilder, McCulloch) – 3:17
8. "Don't Let It Show" (Parson, Woolfson) – 4:04
9. "No You Don't" (Chapman, Chinn) – 3:20
10. "So Sincere" (Benatar, Capps) – 3:29

- Datos: Q2569462